# 고토나미정
고토나미정(일본어: 琴南町)은 일본 가가와현 나카타도군의 옛 정이다. 가가와 현의 남부로 펼쳐진 사누키 산맥 북쪽 기슭의 중앙에 위치하며 구릉지가 펼쳐져 있다. 마을 중앙을 남북으로 흐르는 도키 강을 따라 산토 터널은 도쿠시마현으로 통한다. 
2006년 3월 20일, 주난정, 만노정과 합병해 만노정이 되었다.

## 지리
가가와현의 남부로 펼쳐진 사누키 산맥 북쪽 기슭의 중앙에 위치하며 구릉지가 펼쳐져 있다. 마을 중앙에는 남북으로 일급 하천인 도키강이 흐르고 있다.

## 역사
- 1956년 9월 29일 - 아야우타군 미아이촌, 소다촌이 합병해 고토나미촌이 되었다.
- 1957년 11월 1일 - 경계변경에 의해 나가타도군에 속하게 되었다.
- 1962년 4월 1일 - 정으로 승격해 고토나미정이 되었다.
- 2006년 3월 20일 - 주난정, 만노정과 합병해 만노정이 신설되어 소멸하였다.

## 교통

### 도로
- 국도 제438호선 (일본)(일본어판)

## 참고 문헌
- 角川日本地名大辞典編纂委員会, 『角川日本地名大辞典 43 香川県』, 1985, 角川書店